# Chromadorida
Chromadorida é uma ordem de nematóides pertencente à classe Chromadorea.
Famílias:
- Achromadoridae Gerlach & Riemann, 1973
- Chromadoridae Filipjev, 1917
- Cyatholaimidae Filipjev, 1918
- Ethmolaimidae Lorenzen, 1981
- Neotonchidae Lorenzen, 1981